# Guerra civil georgiana
La guerra civil de Georgia fue un conflicto armado que atravesó el país caucásico de Georgia entre 1991 y 1993, consecuencia de la disolución de la Unión Soviética. Consistió en conflictos interétnicos e internacionales en las regiones de Osetia del Sur y Abjasia, así como el violento golpe de Estado militar contra el primer presidente de Georgia elegido democráticamente, Zviad Gamsakhurdia, y su subsiguiente levantamiento armado en un intento de recuperar poder. Si bien la rebelión de Gamsakhurdia finalmente fue derrotada, los conflictos de Osetia del Sur y Abjasia dieron como resultado la secesión de facto de ambas regiones de Georgia. Como resultado, ambos conflictos han persistido, con brotes ocasionales.

## Malestar civil

Mapa de la guerra civil (octubre-diciembre de 1993)

La actividad de la oposición contra el gobierno de Zviad Gamsajurdia desembocó en una disputa política aguda, que se volvió violenta en el otoño de 1991. Después de la dispersión por la policía de una gran manifestación opositora en Tiflis el 2 de septiembre, varios opositores fueron detenidos, sus oficinas asaltadas y los periódicos partidarios de la oposición fueron clausurados. La Guardia Nacional de Georgia, principal cuerpo de seguridad del país, se dividió en dos facciones, una favorable y una contraria a Gamsajurdia. Otra organización paramilitar poderosa, los Mjedrioni, liderados por Dzhaba Ioseliani también se puso del lado de la oposición.
Las manifestaciones y la construcción de barricadas marcaron los tres meses siguientes. El 22 de septiembre hubo las primeras víctimas en Tiflis. El 24 de septiembre fue declarado el estado de emergencia en Tiflis. El 4 de octubre, los fuerzas contrarias a Gamsajurdia atacaron a los partidarios de este, y un partidario del presidente resultó muerto. Antes de finales de octubre de 1991, la mayor parte de dirigentes del Partido Demócrata Nacional (NDP), en la oposición a Gamsajurdia, encabezado por Guiorgui Chanturia, habían sido detenidos. A esto siguió un compás de espera, porque los partidarios armados del líder Tengiz Kitovani, ex Guardia Nacional de Georgia, se retiraron a las afueras de Tiflis, donde permanecieron hasta finales de diciembre de 1991, cuando la lucha por el poder se intensificó. La oposición llegó a afirmar que el presidente Gamsajurdia no había dejado ninguna posibilidad de arreglo pacífico de la crisis.

## Golpe de Estado
El 20 de diciembre de 1991, los partidarios armados de Kitovani volvieron para lanzar el golpe final contra Gamsajurdia. Los opositores armados liberaron a Dzhaba Ioseliani, el líder de "Mjedrioni", y montaron barricadas en el centro de Tiflis. El 22 de diciembre, los rebeldes tomaron varios edificios oficiales, y atacaron el edificio del Parlamento, donde Zviad Gamsajurdia y sus partidarios estaban atrincherados. Al mismo tiempo, los rebeldes, que ya controlaban la mayor parte de la ciudad, reprimieron de manera brutal las protestas de los partidarios de Gamsajurdia en Tiflis y sus alrededores y disparando a la muchedumbre, provocaron varios muertos y heridos.
El 6 de enero de 1992, el presidente Gamsajurdia, junto con otros miembros de su gobierno, fue obligado a huir, primero a Armenia y luego a Chechenia (Rusia), donde se mantuvo como gobierno en el exilio durante los dieciocho meses siguientes.
Varios días después de los enfrentamientos, el bulevar principal de la ciudad, la Avenida Rustaveli, había quedado destruido y se contaban al menos ciento trece víctimas mortales.

## La resistencia zviadista

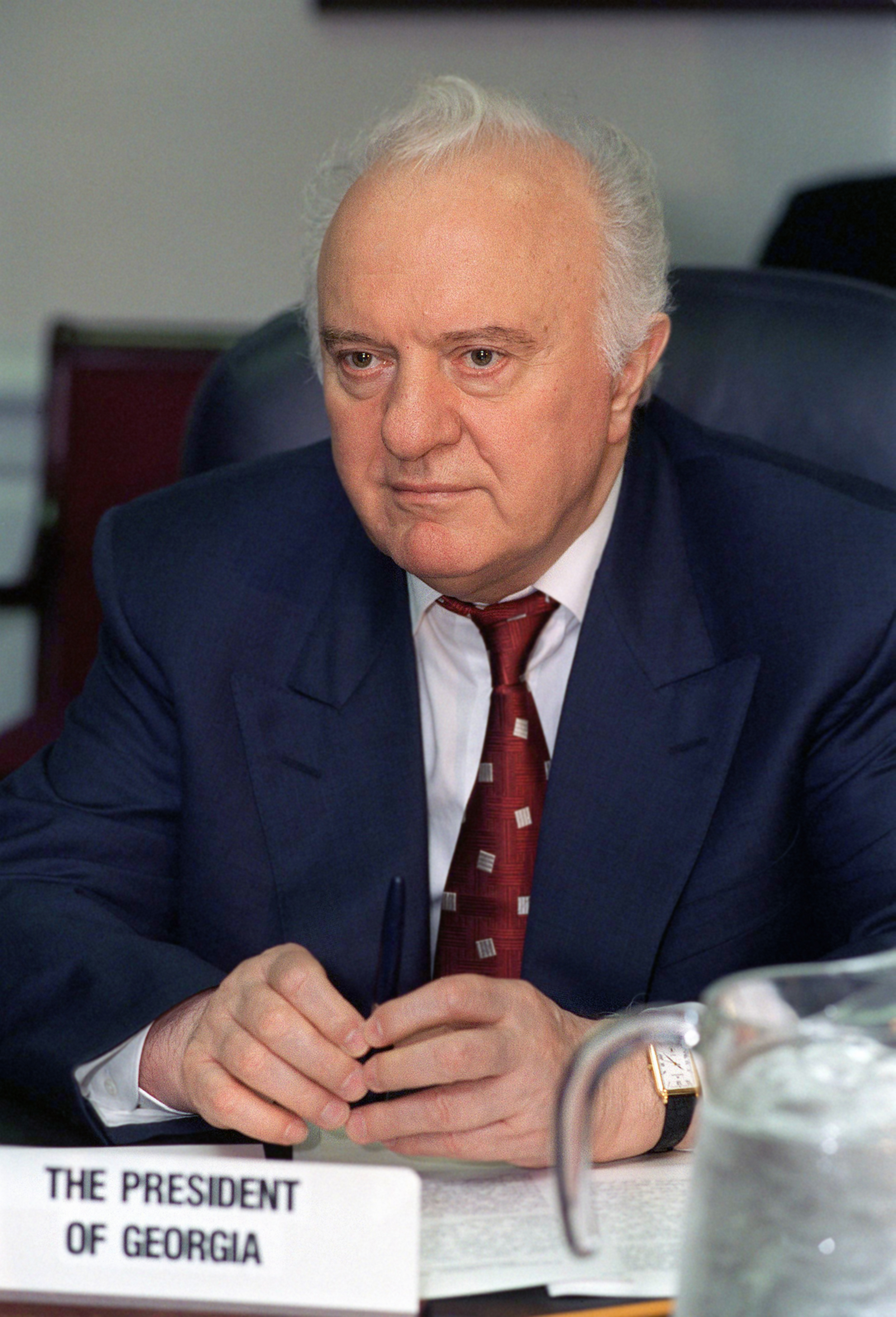
El presidente Eduard Shevardnadze.

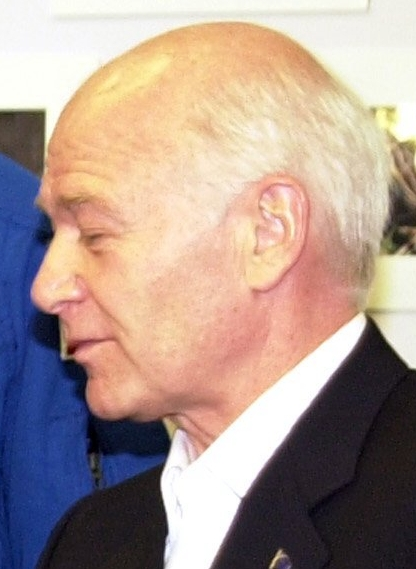
Aslan Abašidse, presidente de Adzaria.

Después del golpe de Estado, el llamado "Consejo Militar" se constituyó en gobierno provisional de Georgia. En un principio, fue encabezado por un triunvirato formado por Dzhaba Ioseliani, Tengiz Sigua y Tengiz Kitovani, pero pronto pasó a ser presidido por Eduard Shevardnadze, el antiguo líder comunista, que volvió a Tiflis en marzo de 1992. En el transcurso de 1992, las elecciones presidenciales confirmaron a Shevardnadze como presidente del Parlamento y el jefe de Estado.
Zviad Gamsajurdia, a pesar de su exilio, siguió disfrutando de un apoyo sustancial dentro de Georgia, sobre todo en áreas rurales, y en su región natal de Samegrelo, en Georgia occidental. Los partidarios del presidente derrocado, denominados "zviadistas", respondieron al golpe de Estado con manifestaciones espontáneas en las calles, reprimidas de manera brutal por las fuerzas del gobierno y por grupos paramilitares. A lo largo de 1992 y 1993 continuaron los choques entre las fuerzas favorables y contrarias a Gamsajurdia, con episodios de toma de rehenes de funcionarios del gobierno por parte de los partidarios del expresidente e incursiones de represalia de las fuerzas pro-gubernamentales. 
Uno de los capítulos más relevantes ocurrió en Tiflis el 24 de junio de 1992, cuando un grupo armado de partidarios de Gamsajurdia tomó el centro de emisiones de la televisión estatal, hasta que fueron reducidos al cabo de unas horas por la Guardia Nacional de Georgia. 
Los "zviadistas", fuertemente armados, siguieron resistiendo a las fuerzas del gobierno acantonados en la región natal de Gamsajurdia, Samegrelo, que se convirtió en la fortaleza de los partidarios del presidente derrocado. A su vez, los numerosos actos de violencia y las atrocidades cometidos por los Mjedrioni y las fuerzas gubernamentales en la región contribuyeron a agudizar la confrontación entre la población local y el régimen de Shevardnadze.
Después del golpe y de los choques armados en Georgia occidental, Aslan Abašidze, líder de la provincia autónoma de Adzaria, cerró su frontera administrativa e impidió a ambos bandos en lucha penetrar en su territorio. Esto permitió el establecimiento del régimen semi-separatista autoritario de Abašidze en la región, ocasionando problemas duraderos en las relaciones entre los gobiernos centrales posteriores y Adzaria.

## Guerras entre osetas del sur y georgianos
En febrero de 1992, los enfrentamientos se intensificaron en Osetia del Sur, con participación esporádica del ejército ruso. Ante la inestabilidad interior y el caos político, Shevardnadze acordó iniciar negociaciones para evitar una confrontación directa con Rusia. Se acordó un alto el fuego, y el 14 de julio de 1992 comenzó un mecanismo de mantenimiento de la paz, que se plasmó en una Comisión de Control Conjunta y en patrullas militares conjuntas rusas, georgianas y osetas.
Ya antes del verano de 1992, las relaciones tensas en la región secesionista de Abjasia habían dado lugar al inicio de hostilidades abiertas entre los abjasos y los georgianos. El 14 de agosto, las fuerzas georgianas entraron en Abjasia para desarmar a las milicias separatistas. A finales de septiembre de 1993, los separatistas, con el respaldo ruso, resistieron la ofensiva y se hicieron con la capital de la región, Sujumi, después de unos enfrentamientos feroces el 27 de septiembre. El fracaso militar de Georgia resultó en la limpieza étnica de la mayoría georgiana de Abjasia. En total, la guerra produjo unos 20.000 muertos y 300.000 desplazados.

## La Guerra Civil durante 1993

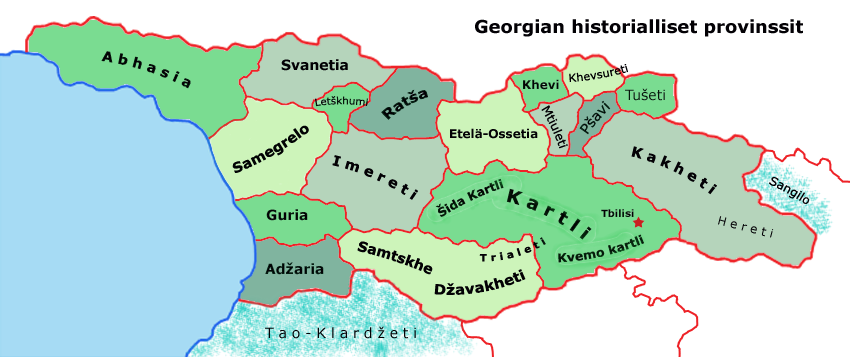
Mapa de las regiones históricas de Georgia. Se puede ver la ubicación de la región de Samegrelo, foco principal "zviadista".

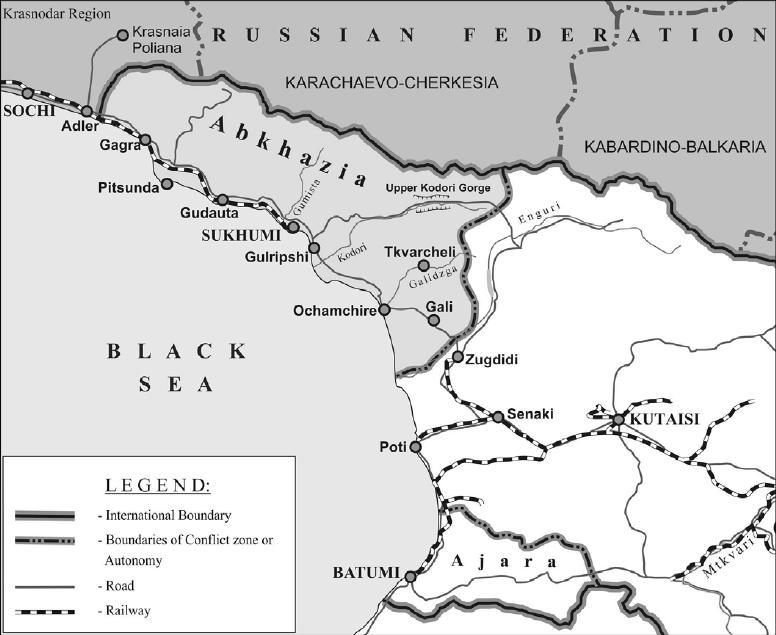
Mapa de Georgia occidental, donde se observa la situación de Poti, Senaki y Zugdidi, así como Abjasia y Adzaria.

Durante la guerra abjasa, el papel de la milicia dirigida por Vajtang Kobalia (Loti), fuerza principal de los antiguos partidarios presidenciales, siguió siendo muy polémico. La milicia de Kobalia luchó en el lado georgiano cerca del pueblo de Tamish en Abjasia y desempeñó un papel importante en la lucha contra los comandos abjasos y norcaucásicos. Esta intervención fue denominada por el propio Shevardnadze como 'el principio de la reconciliación nacional'. Sin embargo, la milicia trató de aprovecharse de la caída de Sujumi y del descontento público con la política de Shevardnadze, que, como reconocieron públicamente, esperaban. El 9-10 de julio, setenta y dos cargos del antiguo Consejo Supremo que habían sido expulsados de Tiflis en enero de 1992 celebraron una sesión en Zugdidi, en Georgia occidental, y declararon 'la restauración del gobierno legítimo' de Georgia en ese mismo momento. La difusión de su cadena de televisión se hizo más frecuente. De julio a agosto, Kobalia asentó su control en una parte significativa de la provincia de Samegrelo.
A su vez, en septiembre de 1993, Zviad Gamsajurdia aprovechó la lucha en Abjasia para volver a la ciudad de Zugdidi y reunir a sus entusiastas contra el gobierno de Eduard Shevardnadze, ya muy desmoralizado e impopular a esas alturas. 
Aunque Gamsajurdia al principio presentó su vuelta como un resurgimiento de las fuerzas georgianas después del desastre de Abjasia, realmente procedió a desarmar a las tropas georgianas que se retiraron de la zona de conflicto en dirección a Samegrelo y estableció el control de una parte significativa de la misma. El avance del expresidente hizo que Shevardnadze solicitara el ingreso de Georgia en la Comunidad de Estados Independientes (CEI) y pidiera ayuda militar rusa. A mediados de octubre, el apoyo del armamento, la seguridad de la línea de abastecimiento y la asistencia técnica rusos volcaron el sino de los enfrentamientos contra Gamsajurdia. El 20 de octubre alrededor de 2.000 soldados rusos penetraron en Georgia para proteger los ferrocarriles estatales.
El 22 de octubre de 1993, las fuerzas del gobierno lanzaron una ofensiva contra los rebeldes favorables a Gamsajurdia, que estaban conducidos por el Coronel Loti Kobalia, y con la ayuda de militares rusos lograron ocupar la mayor parte de la provincia de Samegrelo. Las fuerzas del expresidente contraatacaron el 27 de octubre. Los combates más intensos se concentraron en torno a las ciudades de Jobi y Senaki. El 2 de noviembre, después del acuerdo entre Eduard Shevardnadze y el Comandante en jefe de la Flota rusa del mar Negro, el almirante Eduard Baltin, las unidades de la flota rusa entraron en Poti para consolidar el control del gobierno de este puerto clave y colaborar en el establecimiento del orden en la ciudad. El 4 de noviembre de 1993, las fuerzas del gobierno rompieron las líneas de defensa de las milicias zviadistas, y el 6 de noviembre entraron en Zugdidi sin luchar. Zviad Gamsajurdia y sus guardaespaldas huyeron por los bosques, perseguidos por las fuerzas gubernamentales. Gamsajurdia murió a finales de diciembre en circunstancias poco claras (más tarde hubo informes en el sentido de que a Gamsajurdia le habían disparado el 31 de diciembre en un pueblo llamado Yijashkari). La rebelión fue aplastada y la región fue invadida por paramilitares del gobierno. En los años siguientes fueron capturados varios líderes zviadistas de relieve.

## Secuelas
Los tres años de Guerra Civil dejaron como secuelas una década de inestabilidad política y una crisis financiera, económica y social permanente. La situación no comenzó a estabilizarse hasta 1995. Sin embargo, los "zviadistas" radicales todavía fueron capaces de organizar varios actos de terrorismo y sabotaje. En particular, se los acusa del intento de asesinato del presidente Eduard Shevardnadze el 9 de febrero de 1998. Unos días más tarde, los partidarios del antiguo presidente secuestraron a cuatro observadores de Naciones Unidas en Zugdidi. Algunos secuestradores se rindieron, pero Gocha Esebua, líder de aquel grupo "zviadista", escapó y murió en un intercambio de disparos con la policía el 31 de marzo.
El 18 de octubre de 1998, se desató otra rebelión liderada por el Coronel Akaki Eliava, antiguo oficial "zviadista", cerca de Kutaisi, segunda ciudad más grande de Georgia. Tras el motín, Eliava y sus seguidores se escondieron en los bosques de Samegrelo. Eliava siguió dándole dolores de cabeza al gobierno hasta que fue muerto en el 2000.
El 26 de enero de 2004, el presidente electo Mijeíl Saakashvili, líder de la "Revolución de las Rosas", que acabó con el régimen de Eduard Shevardnadze, rehabilitó oficialmente a Zviad Gamsajurdia, en un intento de superar la división política que persistía desde su derrocamiento (como el propio Saakashvili afirmó, "para acabar con la desunión en nuestra sociedad"). Igualmente, Saakashvili liberó a treinta y dos partidarios de Gamsajurdia detenidos por los leales a Shevardnadze en 1993-1994 y que todavía permanecían en prisión.
En definitiva, a pesar de avances políticos significativos, Georgia todavía afronta conflictos no resueltos en Abjasia y Osetia del Sur, y la amenaza de nuevos enfrentamientos permanece.